# طبيخة
الطبيخة هي أكلة (شوربة) مغاربية خاصة في الجزائر والجنوب التونسي تتكون أساسا من القرع.

## مكوناتها
- حمص
- فول
- عدس
- بصلة
- رأس ثوم
- 2 طماطم
- قرع رطل
- 3 ملاعق زيت
- قديد لحم
- حبوب حلبة
- ملعقة صغيرة كركم و تابل وكروية

## طريقة الطهي
توضع جميع المكونات في طنجرة مع 1 ونصف لتر من الماء و تترك لتنضج على نار هادئة

ثم تتم إضافة فلفل أخضر مع قليل من الزعتر بعد إغلاق النار